# Carta Olimpica
La Carta Olimpica è un documento ufficiale, approvato dal Comitato Olimpico Internazionale, che contiene un insieme di regole e linee guida per l'organizzazione dei Giochi olimpici e il governo del movimento olimpico, codificandone i principi fondamentali.
Redatta in inglese e francese (le lingue ufficiali del CIO), fu pubblicata per la prima volta nel 1908 con il titolo Annuaire du Comité International Olympique ("Annuario del Comitato Olimpico Internazionale"), ispirandosi ad alcune regole scritte da Pierre de Coubertin nel 1899. Nel corso degli anni ha assunto varie denominazioni, giungendo a quella odierna di "Carta Olimpica" nel 1978. Anche le regole hanno subito col tempo diverse modifiche; l'ultima revisione della carta risale al 9 settembre 2013.

## Obiettivi
Nel corso della storia delle Olimpiadi, la Carta Olimpica è stata spesso adoperata per risolvere alcune controversie. Come descritto nella sua introduzione, essa si prefigge 3 obiettivi principali:
- stabilire i principi e i valori dell'olimpismo;
- servire come legge del CIO;
- definire i diritti e i doveri dei 4 principali componenti del movimento olimpico: il CIO, le federazioni internazionali, i comitati olimpici nazionali e i comitati organizzativi per i Giochi olimpici.

## Contenuto
La Carta Olimpica è composta da 6 capitoli e 61 articoli.
- Il capitolo 1 definisce il movimento olimpico, la missione e il ruolo del CIO, la non discriminazione, l'uguaglianza di genere e lo sviluppo sostenibile. Le sue tre componenti principali sono il CIO, le federazioni internazionali, i comitati olimpici nazionali e i comitati organizzativi per i Giochi olimpici.
- Il capitolo 2 descrive il CIO come "un'organizzazione internazionale non governativa non a scopo di lucro dotata di personalità giuridica", con sede a Losanna, in Svizzera, e avente come scopo quello di "soddisfare la missione, il ruolo e le responsabilità assegnate dalla Carta Olimpica" (art. 15).
- Il capitolo 3 descrive la missione e il ruolo delle federazioni internazionali. Esse sono delle "organizzazioni internazionali non governative che amministrano uno o più sport a livello mondiale e che riuniscono a sé organizzazioni amministratrici di tali sport a livello nazionale" (art. 25).
- Il capitolo 4 definisce i comitati olimpici nazionali. La loro missione è di "sviluppare, proteggere e promuovere il movimento olimpico nei loro rispettivi paesi, conformemente alla Carta Olimpica" (art. 27).
- Il capitolo 5 descrive le regole dei Giochi olimpici, tra cui quelle per la celebrazione dei Giochi, la selezione della città organizzatrice, il comitato organizzativo, il codice di ammissione ai Giochi, il programma dei Giochi e il protocollo olimpico.
- Il capitolo 6 descrive le misure e le sanzioni in caso di violazione della Carta Olimpica.